# Cassiano dal Pozzo

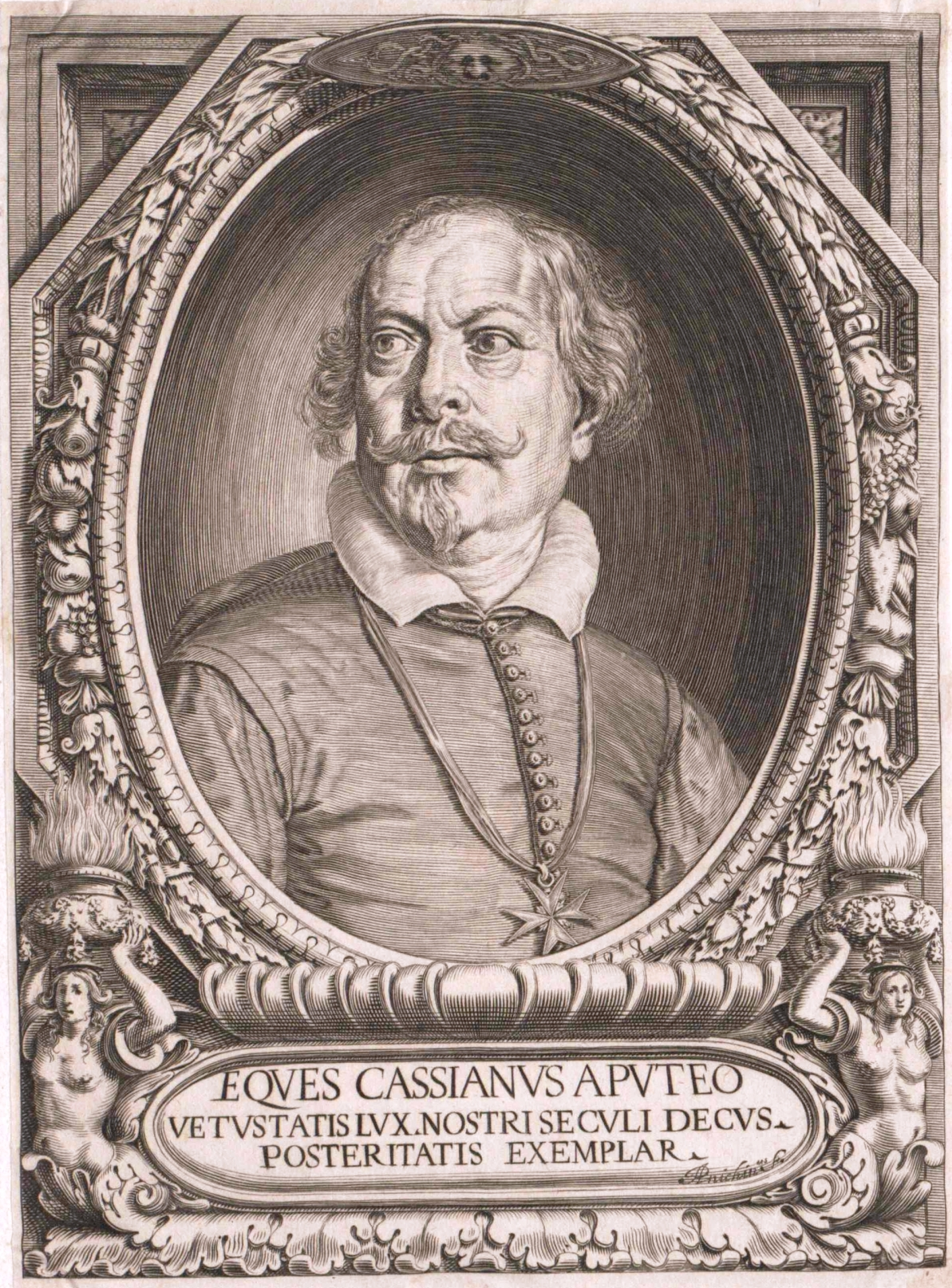
Cassiano dal Pozzo, en un grabado.

Cassiano dal Pozzo (1588-1657) fue un erudito italiano y mecenas de las artes. Era secretario del cardenal Francesco Barberini, y fue un anticuario en el círculo clasicista de Roma, y un amigo y patrón de Nicolas Poussin, a quien apoyó desde su temprana llegada a Roma: Poussin en una carta declaró que él era «un discípulo de la casa y el museo del cavaliere dal Pozzo»."

## Biografía
Dal Pozzo nació en Turín, en el seno de una familia noble originaria de Vercelli, nieto del primer ministro del Gran Duque de Toscana.

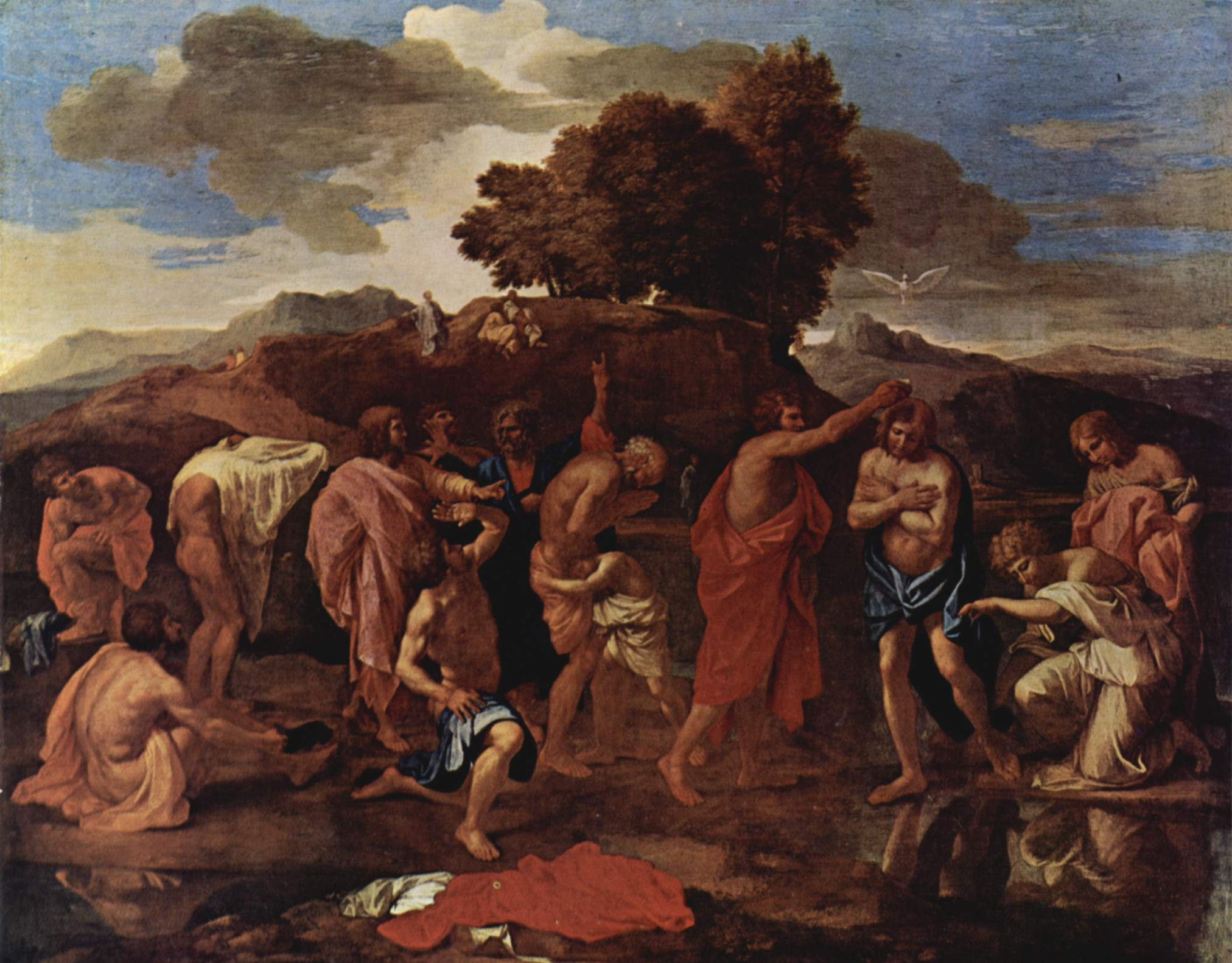
Bautismo, de Nicolas Poussin, 1636-1639, óleo sobre lienzo, 95,5 × 121 cm, Galería Nacional de Arte (Washington), de la serie sobre los siete sacramentos encargada por Cassiano dal Pozzo. Los restantes cinco cuadros supervivientes se conservan en el Castillo de Belvoir.

Creció en Florencia y estudió en la Universidad de Pisa. En 1612 se trasladó a Roma, donde con hábil diplomacia se movía entre patronos influyentes y cultivados. Asumió el puesto de secretario del cardenal Barberini en 1623, a quien acompañó en sus viajes a Francia (1625) y España (1626), viaje este del que dejó escrito un diario con abundante información. Cassiano pronto se hizo una figura prominente en la vida intelectual de Roma; tanto él como el cardenal eran miembros de la Accademia dei Lincei, la sociedad científica fundada por el príncipe Federico Cesi. Pronto se le unió en Roma su hermano Carlo Antonio Cassiano (1606-1689), que compartía sus intereses artísticos y científicos, y tuvo un papel decisivo en el aumento de la colección que Cassiano comenzó alrededor de 1615 y vino a llamarse su Museo Cartaceo («Museo de Papel»). Además de dibujos de artistas del Quattrocento y del Alto Renacimiento, encargó a sus «giovani ben intendenti del disegno» cientos de dibujos siguiendo los de la Antigüedad y ejemplos de curiosidades de todo tipo. Cassiano tenía moldes de yeso de obras de escultura, como los relieves de la Columna de Trajano, que Poussin parece haber dibujado cuanto quiso más que directamente del original (Friedlaender 1964). 
Además de su larga amistad con Poussin, quien compartía sus intereses anticuarios y a quien Cassiano encargó la serie sobre los siete Sacramentos (ahora en el Castillo de Belvoir y National Gallery de Washington) y el manuscrito ilustrado de Leonardo Le Regole e Precetti della Pittura, el patronazgo de Cassiano se extendió al pintor francés en Roma Simon Vouet y el escultor clasicista Alessandro Algardi, a Artemisia Gentileschi, Gian Lorenzo Bernini y Pietro da Cortona, así como a artistas contemporáneos menos conocidos a quienes mantuvo ocupados con encargos menores para su Museo Cartaceo. Sus conexiones cercanas con científicos destacados de Europa como Galileo, con eruditos y filósofos, le tuvieron plenamente informado de los últimos descubrimientos arqueológicos y científicos, de todos los cuales quería tener un documento visual en su Museo. Parece que Cassiano también ejerció su mecenazgo con la publicación de manuscritos sobre la pintura por Matteo Zaccolini.
Cassiano acumuló ilustraciones de escultura y antigüedades romanas, incluyendo dibujos de Pirro Ligorio, e —inusualmente— de obras medievales. Además, coleccionó toda una serie sobre historia natural, muestras geológicas y fósiles, ilustraciones botánicas y dibujos de observaciones al microscopio, en efecto, un cuarto de maravillas de objetos. Como anticuario, Cassiano aplicó una nueva metodología sistemática: los monumentos clásicos fueron cuidadosamente medidos, dibujados y anotados, de una forma que no se hizo habitual hasta mediados del siglo XVIII. Esta acumulación masiva fue clasificada por él temáticamente, según el testimonio que representaran del culto antiguo, costumbres, ropas, y arquitectura. El Museo nunca fue publicado —actualmente está en desarrolló un hercúleo proyecto al respecto— pero dal Pozzo generosamente lo puso a disposición de eruditos de toda Roma.
Después de la muerte de Federico Cesi, fue labor de Cassiano dal Pozzo y Francesco Stelluti conservar la preciosa herencia de instrumentos científicos, libros e investigaciones. Antes que ver dispersarse la biblioteca de Cesi, Cassiano la compró, con parte del gabinete de historia natural de Cesi, en diciembre de 1633 y la colocó, junto a su propia colección, en Sant'Andrea della Valle. Su apoyo financiero e intelectual ayudó a los Lincei a lograr su monumento más perdurable, Il Tesoro Messicano, que fue dado a la imprenta entre 1628 y 1651.
Después de la visita a Roma (1636) del médico inglés George Ent (más tarde miembro de la Royal Society), se desarrolló una correspondencia entre ellos, de extraordinario interés. Cassiano envió a Ent ejemplares de madera petrificada y un sobre de mesa hecho de madera fósil, que provenía del patrimonio de Federico Cesi en Acquasparta; los ejemplares y el sobre de mesa fueron mostrados en las primeras reuniones de la Royal Society y tuvieron un papel significativo en el debate que se desarrollaba sobre el origen de los fósiles. La correspondencia también documenta intercambio de libros entre Londres y Roma; entre asuntos médicos hay noticias de William Harvey y sus obras.
Su biógrafo contemporáneo fue Carlo Dati, cuya oración laudatoria Delle lodi del Commendator Cassiano dal Pozzo fue impresa en Florencia en 1664. Su retrato, obra de Jan Van de Hoeck se incluyó en la exposición Cassiano dal Pozzo. I segreti di un Collezionista, 2000.

## Para saber más
- Francis Haskell, Mecenati e pittori (Florencia) 1966.
- Ingo Herklotz, Cassiano dal Pozzo und die Archaologie des 17. Jahrhunderts en series Romische Forschungen der Bibliotheca Hertziana, 28 (Múnich: Hirmer) 1999.
- Cassiano dal Pozzo. I segreti di un Collezionista (Galería Borghese, Roma, 2000, etc.) Exposición itinerante; catálogo de Lorenza Mochi y Francesco Solinas. Brevemente descrito en línea
- Walter Friedlaender, Nicolas Poussin: A New Approach (Nueva York: Abrams) 1964.